# Севшьо (община)
Община Севшьо (на шведски: Sävsjö kommun) е разположена в лен Йоншьопинг, южна Швеция с обща площ 733 km2 и население 10 969 души (към 31 декември 2013). Административен център на община Севшьо е едноименния град Севшьо.